# Methyl-fenyldiazoacetát

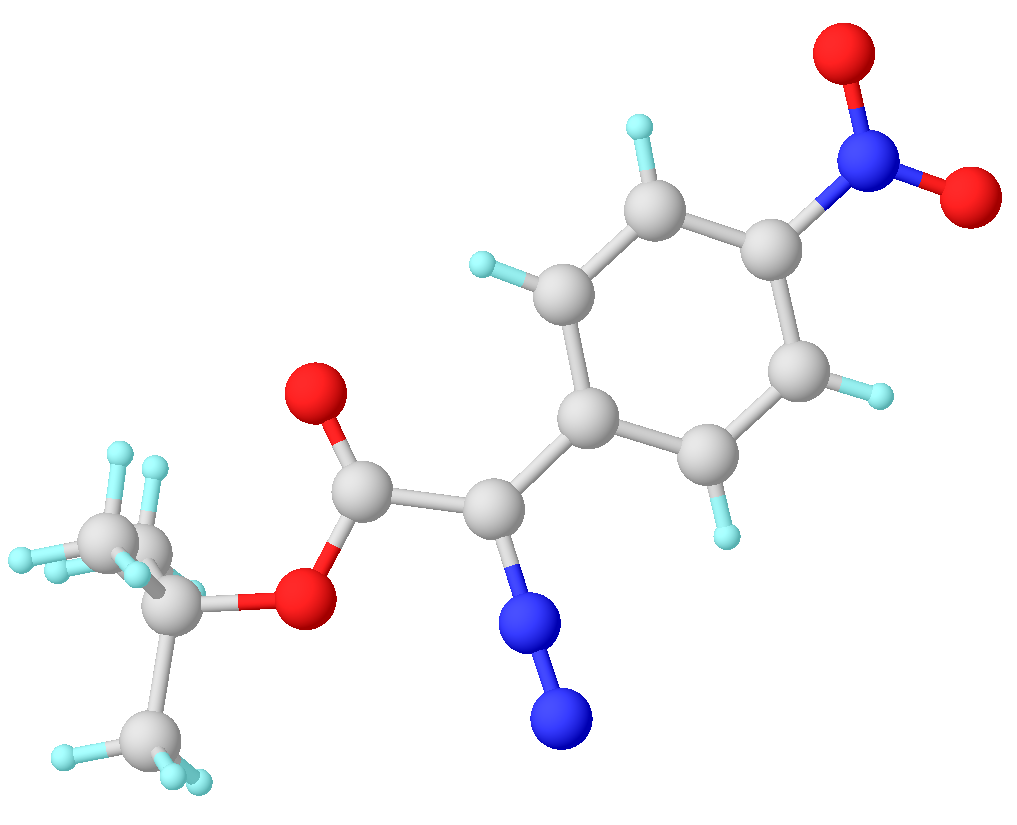
Struktura methyl-(p-nitrofenyl)(diazo)acetátu, t-BuO_{2}CC(N_{2})C_{6}H_{4}NO_{2}, příkladu prekurzoru donor-akceptorového karbenu připravovaného z methylfenyldiazoacetátu. Délky vazeb: C-N = 132,9 pm, N-N = 112,1 pm.

Methyl-fenyldiazoacetát je organická sloučenina se vzorcem C6H5C(N2)CO2Me. Jedná se o diazoderivát methyl-fenylacetátu.
Methyl-fenyldiazoacetát a jeho deriváty se používají na přípravu donor-akceptorových karbenů, které lze použít na cyklopropanace nebo k tvorbě vazeb C-H na organických substrátech. Tyto reakce jsou katalyzovány octanem rhodnatým nebo odvozenými chirálními komplexy.
Methyl-fenyldiazoacetát se připravuje reakcí methylfenylacetátu s p-acetamidobenzensulfonylazidem za přítomnosti zásady.